# Hideaway (album d'America)
Pour les articles homonymes, voir Hideaway.
Albums de America
History: America's Greatest Hits Harbor
Hideawat=y est le sixième album du groupe américain de folk rock, America. Il sort en 1976 chez Warner Records. Il est produit par le producteur de longue date des Beatles, George Martin.

## Liste des pistes
| 1.    | Lovely Night              | Gerry Beckley              | 2:32 |
| 2.    | Amber Cascades            | Dewey Bunnell              | 2:50 |
| 3.    | Don't Let It Get You Down | Dewey Bunnell              | 2:58 |
| 4.    | Can't You See             | Dan Peek                   | 2:22 |
| 5.    | Watership Down            | Gerry Beckley              | 4:58 |
| 6.    | She's Beside You          | Dan Peek                   | 2:58 |
| 7.    | Hideaway Part I           | Dewey Bunnell              | 1:30 |
| 8.    | She's a Liar              | Gerry Beckley              | 3:28 |
| 9.    | Letter                    | Dewey Bunnell              | 3:05 |
| 10.   | Today's the Day           | Dan Peek                   | 3:15 |
| 11.   | Jet Boy Blue              | Dan Peek et Catherine Peek | 3:21 |
| 12.   | Who Loves You             | Gerry Beckley              | 4:33 |
| 13.   | Hideaway Part II          | Dewey Bunnell              | 2:03 |
| 39:59 |                           |                            |      |